# ウェッジ (デラウェア州)

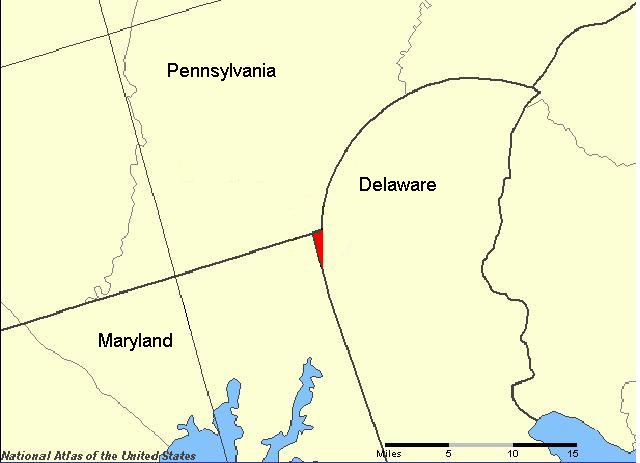
赤色で示したのがウェッジ。

ウェッジ(The Wedge)またはデラウェアウェッジ(Delaware Wedge)は、アメリカ合衆国のデラウェア州・メリーランド州・ペンシルベニア州の3つの州境が集まる場所にある約2.77km2の楔形の土地である。この土地がどこの州に属するのかについて、1921年まで争われた。現在はデラウェア州に属するものと認識されている。ウェッジは、17世紀に州境が定義されたときの測量技術の未熟さによって生み出されたものである。
ウェッジの境界の北と西はメイソン＝ディクソン線、南東はデラウェア州ニューキャッスルを中心とする12マイル円によって構成されている。

## 歴史

### 植民地化と所有権の確立

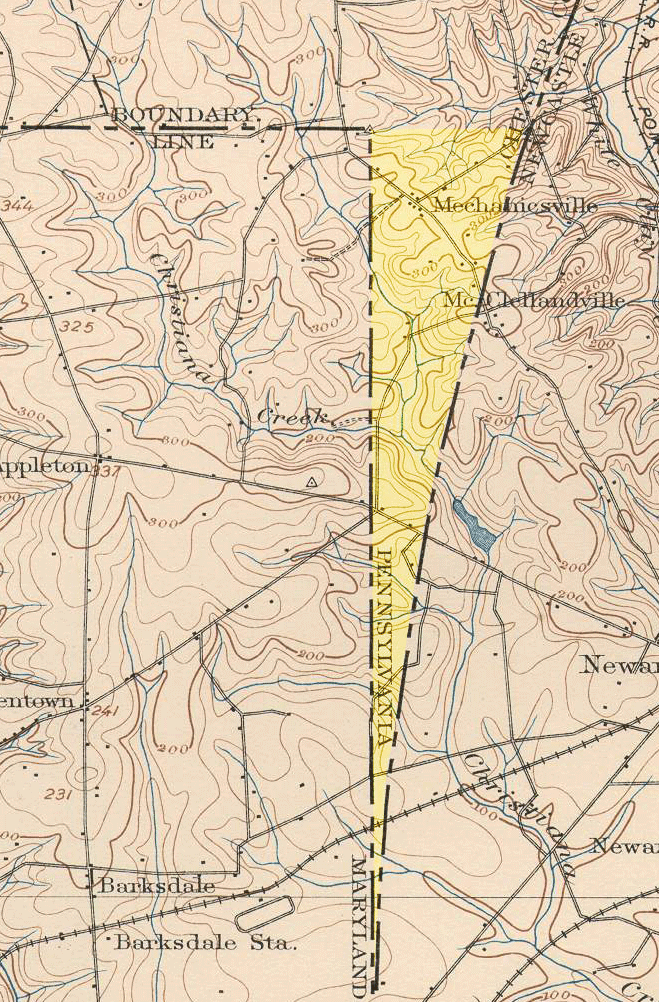
ウェッジの所有権をペンシルベニアに帰属させている1898年のUSGS地形図

1632年の勅許によるメリーランド植民地の成立に際して、その南北の境界は現在のデルマーバ半島のうち、ワトキンズポイントを通る緯線と北緯40度線とされ、これが当時のカルバート家に払い下げられた。この領土には、デラウェア湾口に小さなオランダ人入植地（ツバーネンデール、Zwaanendael）が既に存在しており、後年にはデラウェア川やデラウェア湾沿いにニュースウェーデンおよびその後それを占領して成立したニューネーデルランドと呼ばれたオランダ人入植地が点在するようになった。カルバート家は表向きにはこれら入植地は無くしたいと述べてはいたが、実際には英国王室の外交政策にも考慮する必要があり、この当時はまだ軍隊を差し向けてまで事を荒立てることはしなかった。
1664年になり、当時の英国王チャールズ2世の弟であるヨーク公（後の英国王ジェームズ2世）はこれら他国の植民地管轄当局者らを武力で追放したが、この最中に英国王室はニューキャッスル周辺とデラウェア湾北側の領土を分割して新しい植民地を作ることを決定した。
1681年にはウィリアム・ペンに対する勅許によりペンシルバニアが払い下げられた。この勅許ではデラウェア川の西側でかつ北緯40度線の北側がその範囲とするが、ニューキャッスルを中心とした12マイルの範囲は除外するものとされた。このことでもわかるように、当時のこの一帯の地図は相当いい加減なもので、「ニューキャッスルを中心として12マイル」の範囲は北緯40度線の北側に突出していると認識されていた。だが実際のニューキャッスルは北緯40度線よりおよそ40キロメートル南側に位置しており、初めから除外する必要などなかった。ペン家はその後ヨーク公ジェームズから現在のデラウェア州に相当する土地も払い下げを受けることができたが、そこを当時彼らは低地三郡 (Three Lower Counties) と呼び、明確にペンシルバニアの一部として扱った。

### 境界の合意

ウェッジを構成する測量線の図。ウェッジは白で表示されている。半島横断線は表示されておらず、その他の境界は一部のみを表示している。

これら3つの植民地の境界線に関しては、その後80年にわたり激しい論争となった。フィラデルフィア及びその周辺地域への植民が行われた後になって、このフィラデルフィアが本当は北緯40度より南に位置していることが明らかになってきたため、ペン家はこのフィラデルフィアの南側部分もペンシルバニアであるとの領土主張を始めた。カルバート家は払い下げられた土地の測量・標識設置を実施しておらず、またこの付近には植民も行っていなかったため、自らの領土であることを確定できなかった。1750年代になって論争に一つの進歩があった。デラウェアの北西側境界はニューカッスル中心の12マイル円、南側の境界は半島横断線とすることとされ、これはペン家とカルバート家の両方が同意した。合意された境界線とは下記の点や線を結んだものとされた；
1. 大西洋からチェサピーク湾への半島横断線(Transpeninsular Line)の中点。NOAAによれば、半島横断線中点(Middle Point)の記念碑は38°27′ 35.8698″ N, 75° 41′ 38.4554″ W(NAD27)、38°27′ 36.29213″ N, 75°41′ 37.18951″ W(NAD83)の位置にある。
2. 半島横断線中点を発し12マイル円の円弧西側に接する直線。この直線はタンジェントライン(Tangent Line)と呼ばれ、形状によって一意に決定される。
3. 上記接点を通る経線で、フィラデルフィアの南15マイル (24 km)を通る緯線（北緯39度43分線）に達するノースライン (North Line)。
4. 前述の北緯39度43分線。この緯線は当初の境界線（北緯40度線）を主張するメリーランドと、フィラデルフィアをその領土としたいペンシルバニアの双方による歩み寄りによって決定された。
5. 12マイル円がノースラインよりも西にある箇所がある場合、その12マイル円内はデラウェア植民地の一部とする（これは実際にその様になる箇所があり、その部分の12マイル円はアークライン(Arc Line)と呼ばれている）。

メリーランド植民地はこの境界の南および西となり、ペンの所有地はこの境界の北および東となる。
北緯39度43分線および上述の2.の接線は同時に測量されたもので、メイソン＝ディクソン線と呼ばれる 。

### ウェッジの発見と論争の発端
この合意がなされたとき、最終的な形が実際にはどうなるのか誰も知らなかった。12マイル円とタンジェントラインとの接点、およびタンジェントラインの測量が困難なため、天文学者のチャールズ・メイソンと測量士のジェレマイア・ディクソンが雇われた。この複雑な境界線はメイソン＝ディクソン線として知られるようになった。また、北緯39度43分線・12マイル円・ノースラインの間に小さな楔形の土地があることがわかり、「ウェッジ」と呼ばれるようになった。ウェッジの幅はおよそ3⁄4マイル (1.2 km)、長さはおよそ3マイル (4.8 km)である。メリーランド植民地は、ウェッジがメイソン＝ディクソン線よりも東側にあるので、その領有を主張していなかった。ペンはペンシルベニアとデラウェアの両方を所有していたので、それらが別々の州になるまで、ウェッジがどちらに属するかを決定する必要はなかった。
- ペンシルベニアは、ウェッジが12マイル円の外側で、メイソン＝ディクソン線のメリーランド側を過ぎており、メリーランド・デラウェアのどちらの一部でもないとして、ウェッジの領有を主張した。
- デラウェアは、ペンシルベニアの領土がメリーランドの北部境界（本来は北緯40度線でデラウェア川まで）より南に入ることは意図していないとして、ウェッジの領有を主張した。ノースラインは論理的にはタンジェントラインの延長であり、従ってメリーランド州とデラウェア州の境界はノースラインとなるとしている。ウェッジは12マイル円の外側にあるが、妥協の結果境界線となった北緯39度43分線の南にあり、それはペンシルベニアの一部ではないはずだと主張した。

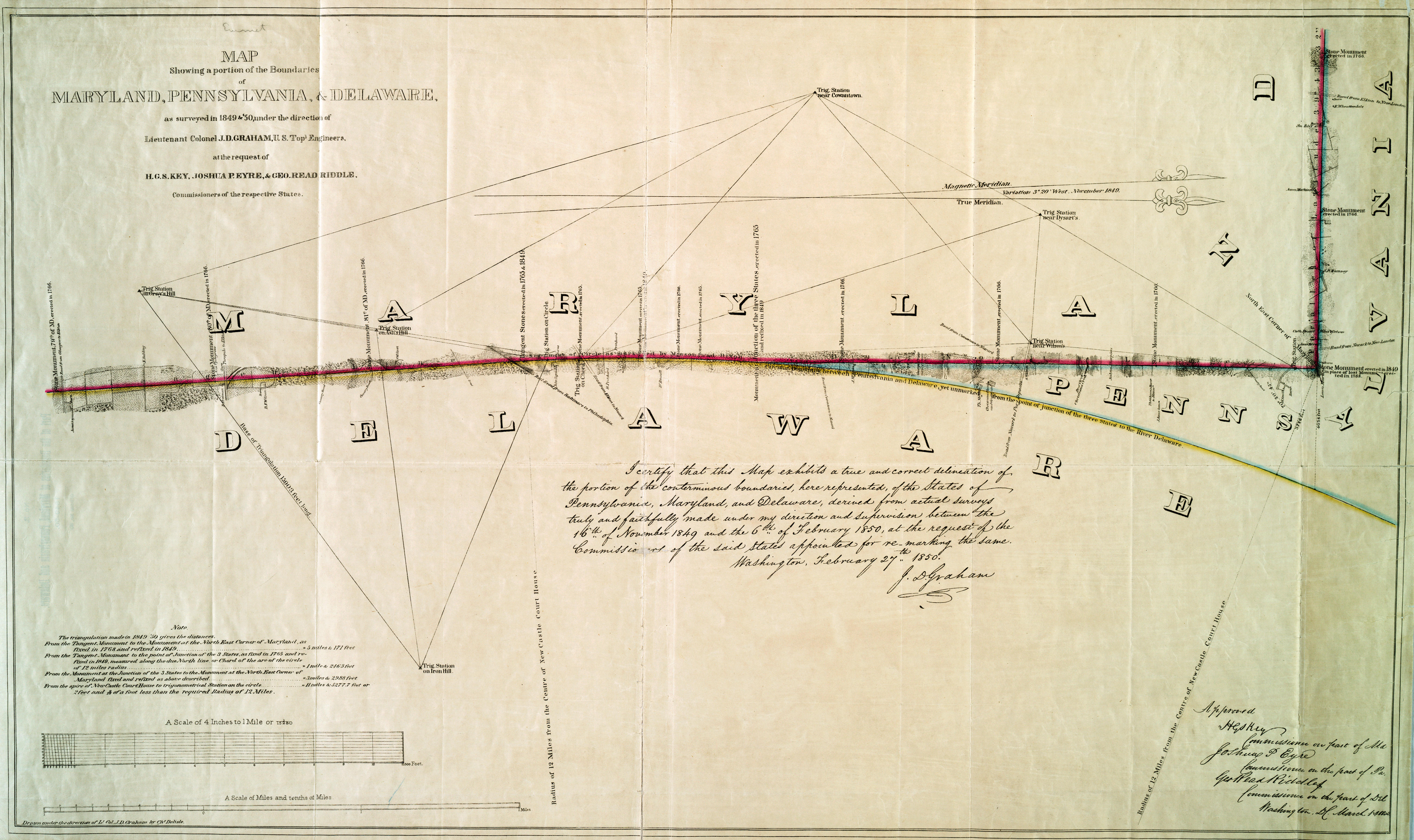
アメリカ陸軍測量工兵隊のJ・D・グラハム中佐によって行われた1850年の測量。ウェッジを囲む境界線の特徴を表す。

メイソンとディクソンは、実際にデラウェア川でメリーランドとペンシルバニアの境界を調査し始め、北緯39度43分線と川との交差地点を決定した。この地点は12マイル円の内側にあるが、ペンシルベニア州の西側の境界はその地点よりも経度で5度西側であり、メイソンとディクソンはメリーランド州のペンシルベニア州の西側の境界を測ることになっていた。

### 解決
単純な幾何学では、ウェッジはデラウェア州の一部とした方が論理的に適合し、デラウェア州はこの地域の管轄権を行使してきた。1849年、アメリカ陸軍測量工兵隊のJ・D・グラハム中佐は、メリーランド州の北東の角と12マイル円を再測量した。この測量によりペンシルベニア州はこの問題の存在を思い出し、彼らは再度ウェッジの領有を主張した。デラウェア州はその主張を無視した。1892年、米国沿岸測地局のW・C・ホジキンズはメリーランド・ペンシルバニア州境の東側について記録した"Top of The Wedge Line"を作成した。1921年、両州の境界は"Top of The Wedge Line"に記載された境界線に定まり、ウェッジの所有権は完全にデラウェア州に与えられた。